# Associazione Calcio Montichiari 2002-2003
Questa voce raccoglie le informazioni riguardanti  l'Associazione Calcio Montichiari nelle competizioni ufficiali della stagione 2002-2003.

## Rosa
| N. |                   | Ruolo | Calciatore           |
| -- | ----------------- | ----- | -------------------- |
| -  | Ghana (bandiera)  | A     | Laurent Amassoka     |
| -  | Italia (bandiera) | A     | Alessandro Andreini  |
| -  | Italia (bandiera) | C     | Alessandro Bellemo   |
| -  | Italia (bandiera) | A     | Alessandro Belleri   |
| -  | Italia (bandiera) | D     | Alberto Bendoricchio |
| -  | Italia (bandiera) | D     | Davide Bersi         |
| -  | Italia (bandiera) | C     | Mauro Bertoni        |
| -  | Italia (bandiera) | D     | Fabio Calandrelli    |
| -  | Italia (bandiera) | D     | Davide Cattaneo      |
| -  | Italia (bandiera) | D     | Davide Caurla        |
| -  | Italia (bandiera) | P     | Dario Cigolini       |
| -  | Italia (bandiera) | C     | Manuel Colosio       |
| -  | Italia (bandiera) | D     | Massimiliano Corrado |
| -  | Italia (bandiera) | D     | Dario Dossi          |
| -  | Italia (bandiera) | C     | Marcello Fiorentini  |
| -  | Italia (bandiera) | A     | Matteo Galassi       |

| N. |                    | Ruolo | Calciatore         |
| -- | ------------------ | ----- | ------------------ |
| -  | Italia (bandiera)  | C     | Mattia Lorini      |
| -  | Italia (bandiera)  | C     | Fabio Manganiello  |
| -  | Italia (bandiera)  | C     | Roberto Menassi    |
| -  | Italia (bandiera)  | D     | Ivan Pelati        |
| -  | Romania (bandiera) | A     | Sebastian Petrașcu |
| -  | Italia (bandiera)  | C     | Cristian Pizzata   |
| -  | Italia (bandiera)  | C     | Stefano Preti      |
| -  | Italia (bandiera)  | P     | Mauro Rosin        |
| -  | Italia (bandiera)  | C     | Roberto Russo      |
| -  | Italia (bandiera)  | A     | Cosimo Sarli       |
| -  | Italia (bandiera)  | D     | Diego Tognassi     |
| -  | Italia (bandiera)  | D     | Silvio Toniolo     |
| -  | Italia (bandiera)  | C     | Stefano Valente    |
| -  | Italia (bandiera)  | D     | Paolo Valenti      |
| -  | Italia (bandiera)  | A     | Diego Zanin        |